# Пичвнари

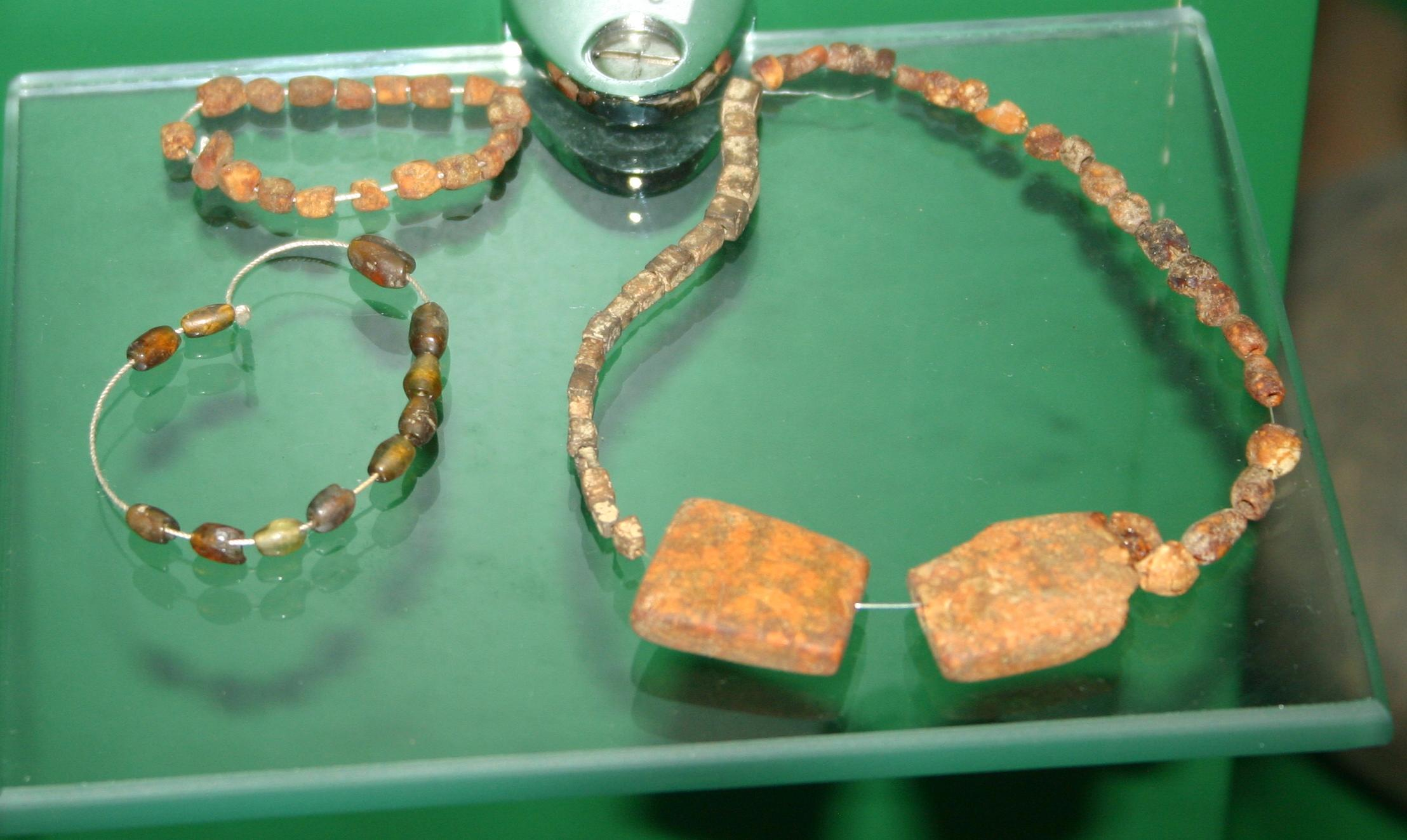
Янтарные бусы из Пичвнари

Пичвнари (ფიჭვნარი; с грузинского «место сосен») — древнее колхидское поселение, отчасти колонизированное древними греками. Его останки обнаружены археологами на морском побережье Аджарии, в 10 км к северу от города Кобулети, в месте слияния рек Чолоки и Очхамури. Древнее название неизвестно. Экономический расцвет города относится к V—III вв. до н. э. Обнаруженные артефакты выставлены в Батумском археологическом музее.
Археологические раскопки стали проводиться с 1960-х годов археологами Батумского научно-исследовательского института им. Н. Бердзенишвили (БНИИ). Раскопки в Пичвнари обнаружили слой, предшествующий возникновению греческой колонии. Исследования были приостановлены в период с 1989 по 1998 год. В 1998 году была организована первая совместная англо-грузинская экспедиция в Пичвнари. На этот раз раскопки проводились БНИИ, Батумским археологическим музеем и Ашмолеанским музеем Оксфордского университета.
Городище Пичвнари занимало площадь около 40 га, а в эпоху эллинизма его территория увеличилась до 60 га. Древнейшее поселение античного времени имело бревенчатые дома, обмазанные глиной. В эпоху эллинизма дома начинают крыть синопской, гераклейской и черепицей местного производства. На территории поселения существовали два типа могильников: один был греческим (V—IV вв. до н. э.), другой — колхским (V век и эллинизированного местного населения IV—III вв. до н. э.), что может говорить о существовании в городе в V—IV вв. до н. э. двух отдельных этнических групп населения, составляющих изолированные общины.
В эллинистическую эпоху могильник Пичвнари имеет уже смешанный характер. Основные раскопки проводились на территории некрополя. В греческом некрополе — погребения вытянутые, индивидуальные, с ориентацией на восток. Обнаружено только около 5,5 % погребений с кремацией и лишь в одном случае в могиле найдены три костяка. Встречено одно погребение младенца в амфоре, часть стенки которой было выломано для укладки тела младенца и вновь закрыта теми же фрагментами. Захоранивали в деревянных гробах; могилы иногда перекрывали деревом. Сохранились следы тризн. В наличии или отсутствии тризн и количестве погребального инвентаря проявляется различная социальная принадлежность погребённых.
В колхской части некрополя преобладали погребения в ямах с закруглёнными углами, также индивидуальные, в вытянутом, реже в скорченном или полускорченном положениях, часто в деревянных гробах и с деревянными перекрытиями, с ориентацией головы на восток и на север. Но имелись и отклонения от этой ориентировки. В могилах обнаружены монеты, предметы палестрического характера (стригили, сосудики для масла), импортная посуда. Для колхских захоронений характерно помещение погребальных сосудов в головах умерших.

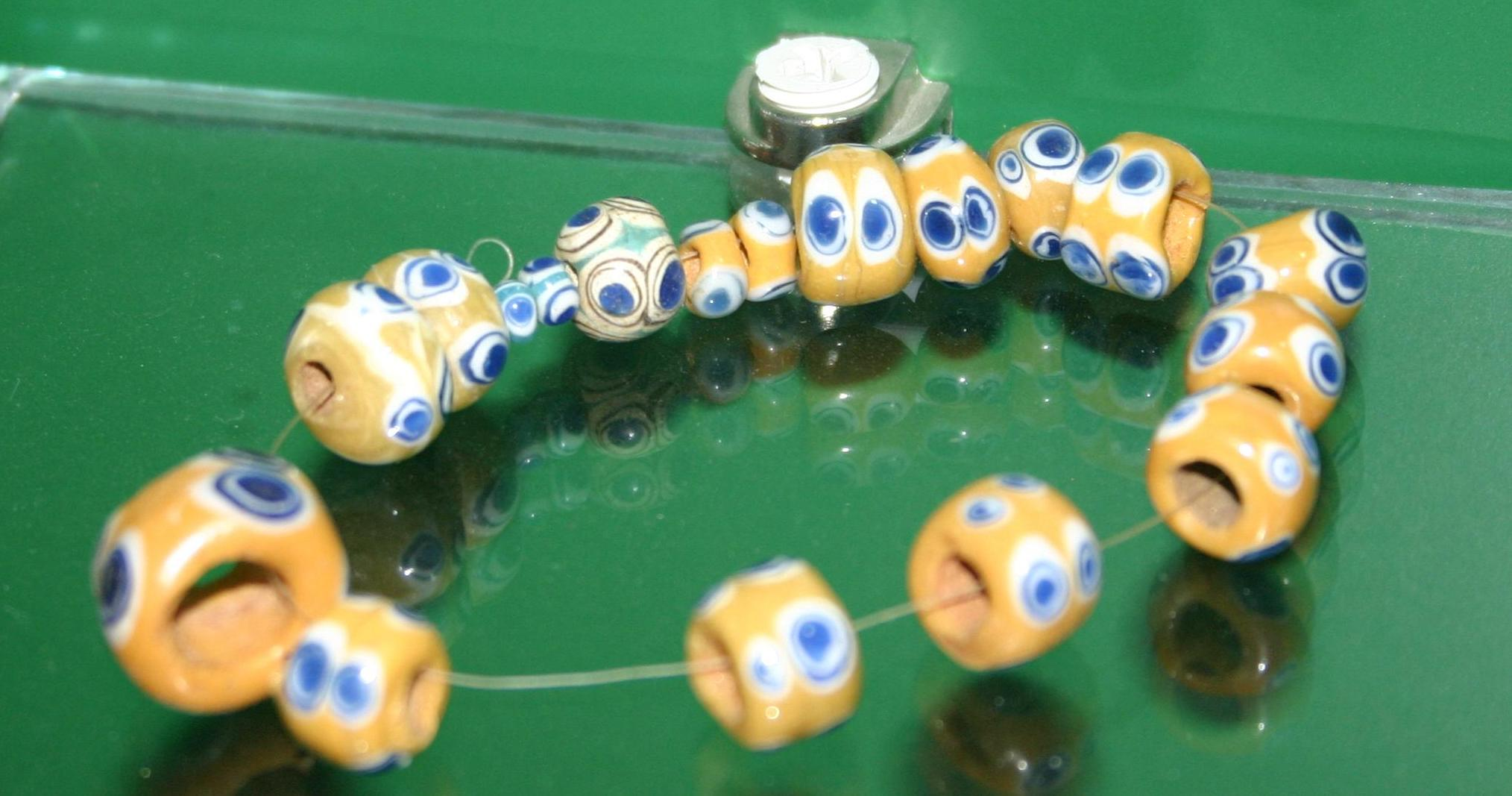
Браслет
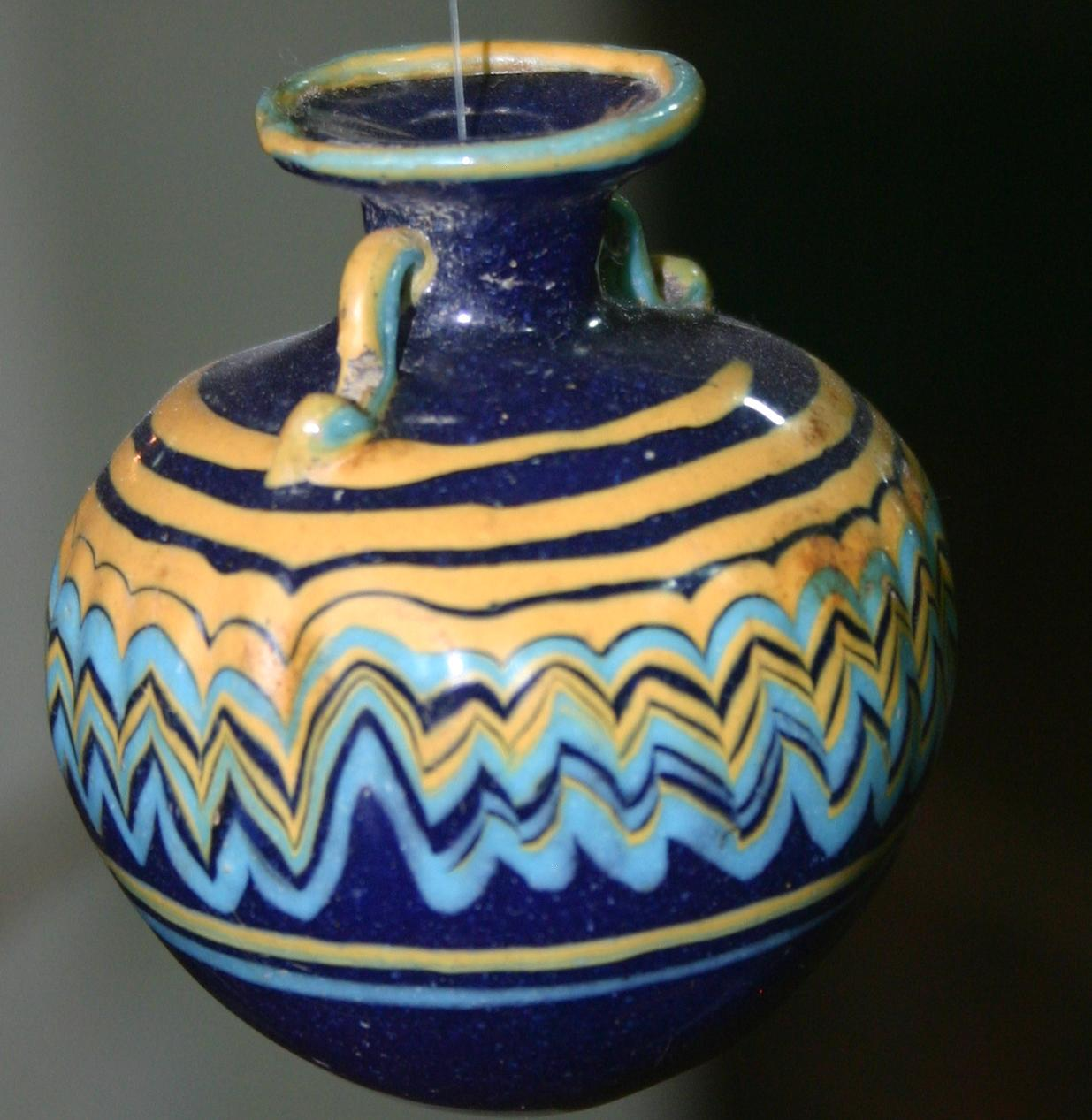
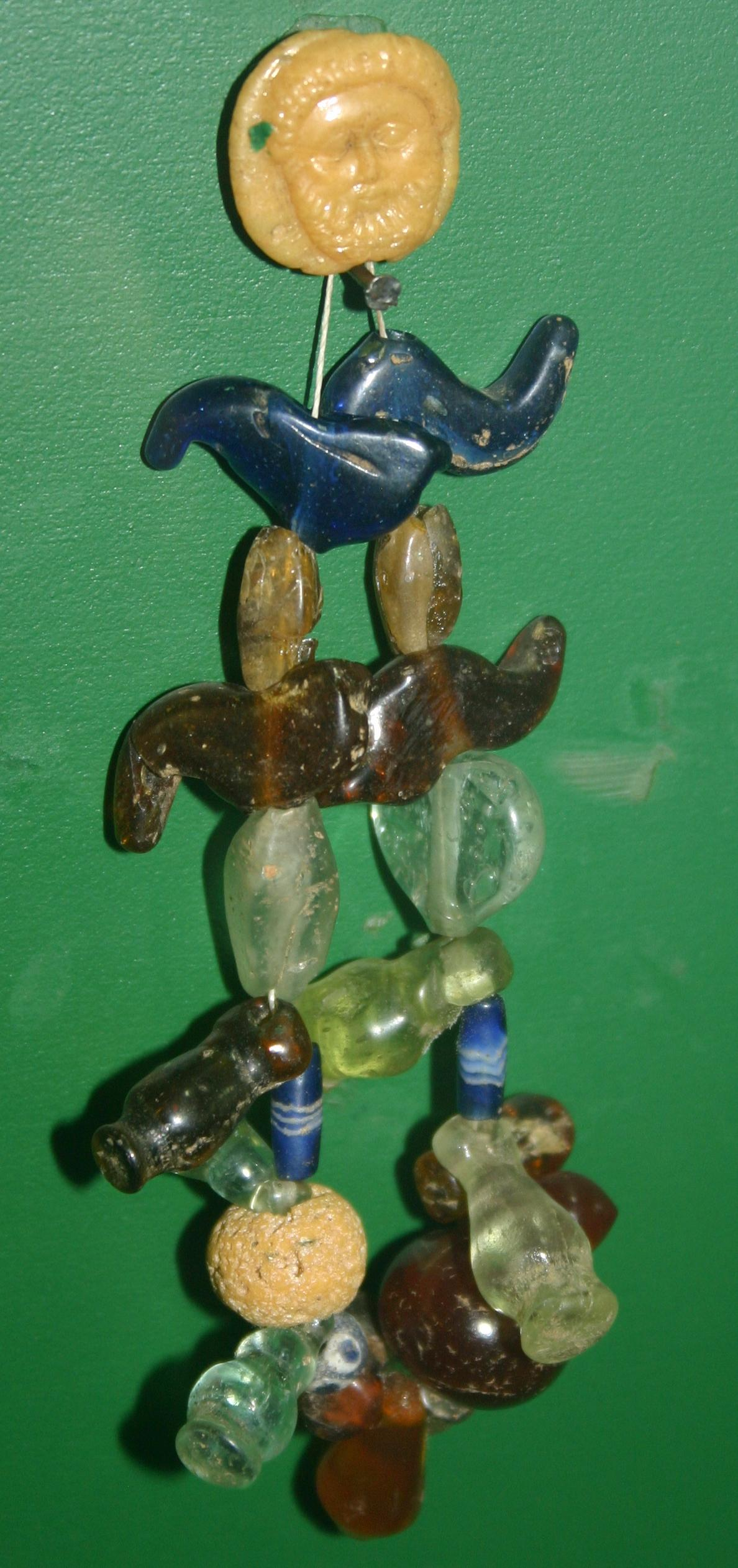
Бусы
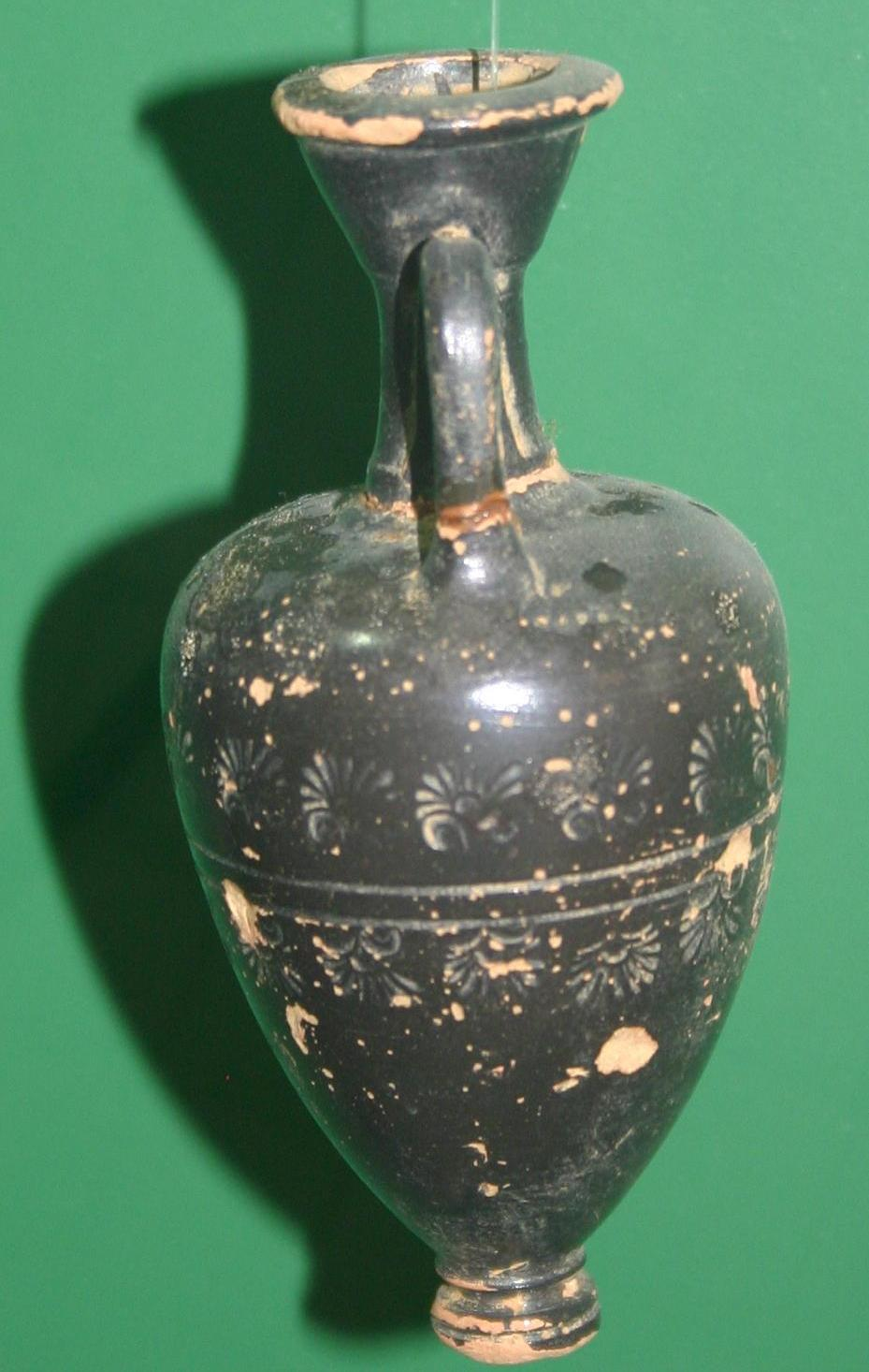
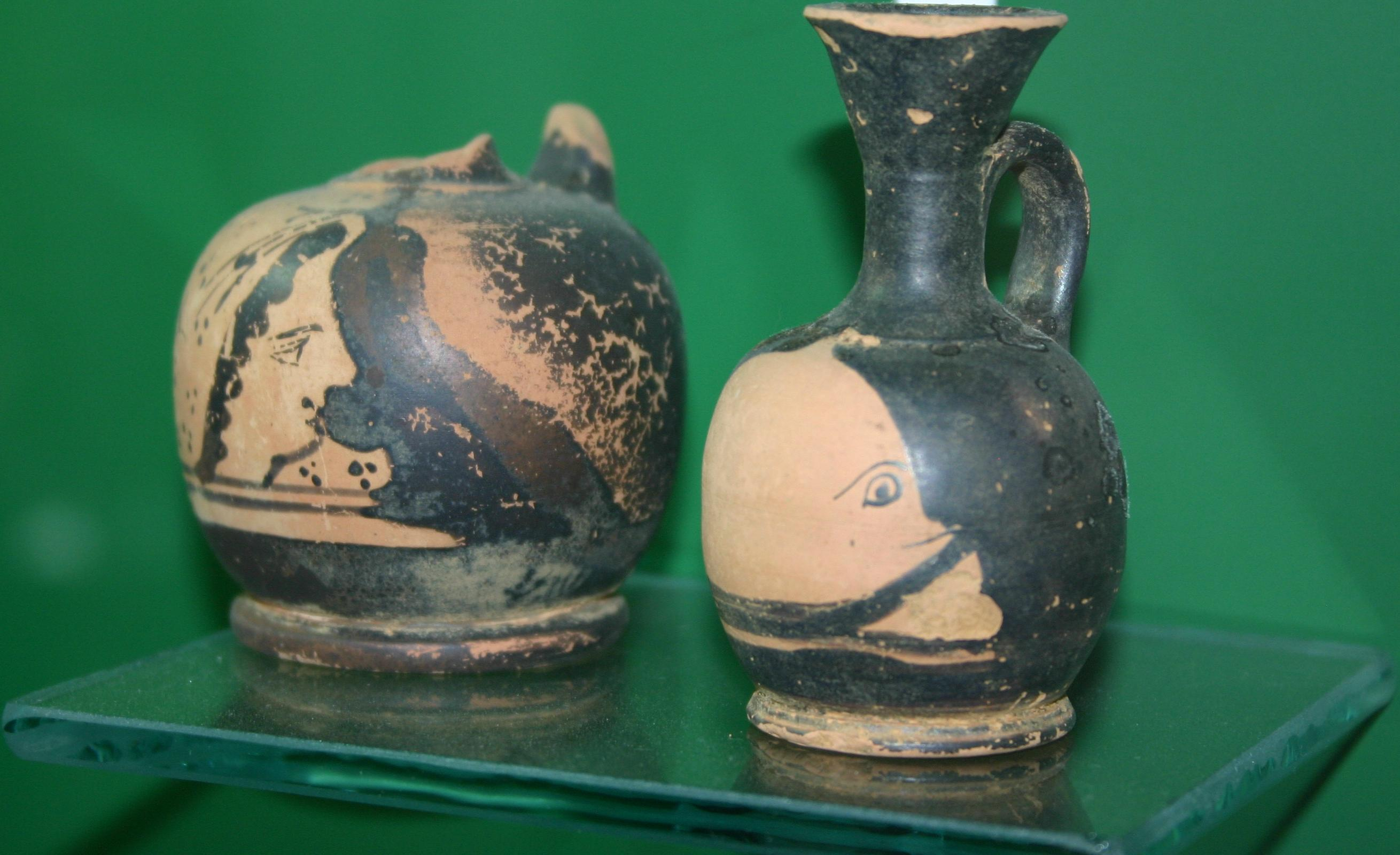